# め組の園
『秘密のストレス共有バラエティ め組の園』（ひみつのストレスきょうゆうバラエティ めぐみのその）は、TBS系列で2025年7月15日から放送されているバラエティ番組である。

## 概要
この番組は、現代社会で毎日たまる“イライラ”や“相手に言えないけど地味にツラいこと”。そんな「秘密のストレス」を、みんなで共有して笑い飛ばし、ストレスを発散するバラエティ。

## 企画内容
令和のストレスエピソードを調査し、再現コント化
口には出せない怒りを笑って発散するストレス再現コントバラエティ。
オチには、「妄想ストレス中」と題し、腹を立てた部分に詰め寄り。自分の感情を妄想の中で爆発する。
MCはVTR終了後「どれだけ、共感できる」場合、「大わかり」「中わかり「小わかり」と題し。その都度、評価し、MC自身のエピソードトークを披露する。
コント内で常に怒りを爆発させるのは女性で、その怒りを誘発する役割は男性に固定化されており、事実上女性が男性に対する不満を発散することが番組のコンセプトになっている。

## 出演者
アシスタント
- 田村真子（TBSアナウンサー）

## 放送リスト

### 2025年
| 回 | 放送日   | コント                                                                                   | スタジオゲスト                       | コントゲスト | 備考 |
| -- | -------- | ---------------------------------------------------------------------------------------- | ------------------------------------ | ------------ | ---- |
| #1 | 07月15日 | 「不機嫌ハラスメント夫」、「ハラスメント怯えすぎ上司」、「モバイルオーダー押し付け上司」 | あの、津田篤宏（ダイアン）、池田美優 |              |      |

## ネット局と放送時間
| 放送対象地域 | 放送局           | 系列    | 放送日時            | 放送期間        | ネット状況 |
| ------------ | ---------------- | ------- | ------------------- | --------------- | ---------- |
| 関東広域圏   | TBSテレビ（TBS） | TBS系列 | 火曜 23:56 - 翌0:26 | 2025年7月15日 - | 【制作局】 |

## スタッフ
- 演出：安島隆
- 制作：ザイオン
- 製作著作：TBS

## 関連番組
コレってアリですか? - 当番組の演出、元日本テレビの安島隆が企画・演出を担当していた番組。企画、VTRゲストなど、共通している部分がある。